# 王灵桂
王灵桂（1966年10月—），男，汉族，山东诸城人，中华人民共和国政治人物。曾任中国社会科学院副院长。现任中共中央港澳工作办公室（国务院港澳事务办公室）副主任。